# Johannes Stert
Johannes Stert (Freiburg im Breisgau, 1963) is een Duitse componist, dirigent en trombonist. Hij werd in een muzikaal gezin geboren, zijn vader was docent voor contrabas aan het conservatorium en zijn moeder zangeres.

## Levensloop
Stert begon als kind zijn muzikale opleiding met lessen voor piano, viool en trombone. In 1979 won hij op trombone de eerste landelijke wedstrijd Jugend musiziert (Jeugd musiceert). Hij kreeg een studiebeurs voor het Internationaal Muziek Camp in Interlochen en verzamelde aldaar eerste ervaringen als dirigent. Hij studeerde van 1984 tot 1992 trombone bij Branimir Slokar en orkestdirectie bij Volker Wangenheim aan de Staatliche Musikhochschule Köln, nu: Hochschule für Musik und Tanz Keulen.
In 1990 werd hij chef-dirigent van de Orchesterverein Hilgen 1912 e. V. in Burscheid. Van 1995 tot 2005 is hij als kapelmeester verbonden aan de opera in Keulen. Van 2001 tot 2006 is hij gastdirigent van de opera in Graz. Daarnaast dirigeerde hij bekende orkesten in het binnen- en buitenland zoals het Sinfonieorchester des Westdeutschen Rundfunks, het Gürzenich Orchester in Keulen, het Staatsorchester Rheinische Philharmonie Koblenz, het omroeporkest van Krakau, de Kongelige Kapel Kopenhagen, de Grazer Philharmoniker en het Orquestra Sinfónica Portuguesa (OSP). Stert werkte als dirigent eveneens aan bekende operahuizen zoals het Teatro Nacional de São Carlos in Lissabon, het Operagebouw van Kopenhagen en het National Theater of Korea in Seoel.
Johannes Stert is gehuwd met de Duitse actrice Beate Maria Schwarzbauer en woont met haar en haar twee kinderen in Keulen.
Stert schreef als bewerker vele arrangementen voor harmonieorkest, maar hij schreef ook eigen werk. Tijdens het Wereld Muziek Concours in 2013 in Kerkrade werd van diverse orkesten zijn Bachseits uitgevoerd.

## Composities

### Werken voor harmonieorkest
- 2004 Ida - eine traurige Humoreske
- 2011 Bachseits[6][7]
  1. Elegy
  2. Intermezzo
  3. Andante - Pomposo - Fugue and Finale

### Vocale muziek

#### Oratoria
- 2006 Aus der Stille, voor twee acteurs, sopraan, klarinet, gemengd koor en harmonieorkest - tekst: Birger Sellin

#### Liederen
- 2004 Engellieder, voor sopraan en harmonieorkest - tekst: Rainer Maria Rilke